# 広瀬嘉夫
廣瀬嘉夫（ひろせ よしお、1929年〈昭和4年〉 - ）は、NHKの元アナウンサー。

## 人物
旧姓は鶴間。埼玉県鴻巣市出身。1945年に、旧制埼玉県立熊谷中学校を卒業。1948年、一橋大学卒業。
1951年、NHK入社。経済担当記者、経済部長、解説委員、解説主幹を歴任した。特に経済担当のニュース解説委員として広く世間に知られた。
1982年、NHKを退社。経済評論家として独立。その後、公共経済調査会理事長、経済審議会総合部会委員、税制調査会特別委員、資金運用審議会専門委員、競馬懇談会委員、金融制度調査会委員などの公職を歴任し、政府の政策決定に関与した。

## 著書
- 民富論-生活大国への処方箋
- どうした日本 どうなる暮らし
- 1ドル100円の大予兆-日本はどうなる
- 広瀬嘉夫の活きた経済読本-知っておきたい60のポイント(1984年)
- 東欧の新しい波(1967年)
- 夏炉冬扇-句集